# Pla de Vall
El Pla de Vall, de vegades grafiat Pla d'Avall, és una plana agrícola del terme municipal d'Isona i Conca Dellà, a l'antic terme de Sant Romà d'Abella, al Pallars Jussà.
Es troba a l'extrem sud de l'antic terme de Sant Romà d'Abella, al límit amb el d'Isona. A la dreta del barranc del Mas de Mitjà, és de fet molt a prop de la vila d'Isona. A ponent del pla es dreça el santuari de la Mare de Déu de les Esplugues.